# Arabische Leichtathletik-Meisterschaften
Die Arabischen Leichtathletik-Meisterschaften (arabisch البطولة العربية لألعاب القوى) sind seit 1977 regelmäßig durchgeführte internationale Wettkämpfe der arabischen Staaten im Nahen Osten und Nordafrika in der Leichtathletik. Die Meisterschaften finden im Zweijahresrhythmus statt und werden von der Arabischen Leichtathletik-Föderation (arabisch الاتحاد العربي لالعاب القوى) durchgeführt, der momentan 20 Mitgliedsstaaten angehören.
Die ersten Meisterschaften fanden 1977 im syrischen Damaskus statt und die folgenden Austragungen fanden bis auf 1985 immer alle zwei Jahre statt. Die erfolgreichsten Nationen sind Marokko, Algerien und Ägypten.

## Teilnehmende Nationen
Zu den Mitgliedern der Arabischen Leichtathletik Föderation, die an den Meisterschaften teilnehmen, zählen die folgenden Leichtathletikverbände:
- Ägypten
- Algerien
- Bahrain
- Dschibuti
- Irak
- Jemen
- Jordanien
- Katar
- Kuwait
- Libanon
- Libyen
- Marokko
- Oman
- Palästina
- Saudi-Arabien
- Sudan
- Syrien
- Tunesien
- Vereinigte Arabische Emirate

## Austragungsorte
Die Arabischen Leichtathletik-Meisterschaften wurden seit 1977 an folgenden Orten ausgetragen (bei mehreren Austragungsorten ist der Hauptaustragungsort angegeben):
| Spiele | Jahr | Austragungsort | Stadion                                  | Wettbewerbe | Anzahl der Teilnehmer | Nationen |
| ------ | ---- | -------------- | ---------------------------------------- | ----------- | --------------------- | -------- |
| 1.     | 1977 | Damaskus       | Tishreen Stadium                         | 22          | 12                    | 215      |
| 2.     | 1979 | Bagdad         | al-Shaab-Stadion                         | 32          | 12                    | 220      |
| 3.     | 1981 | Tunis          |                                          | 39          | 16                    | 330      |
| 4.     | 1983 | Amman          | Amman International Stadium              | 39          | 18                    | 388      |
| 5.     | 1987 | Algier         | Stade 5 Juillet 1962                     | 40          | 14                    |          |
| 6.     | 1989 | Kairo          | Cairo International Stadium              | 43          | 16                    | 325      |
| 7.     | 1991 | Latakia        | al-Assad Stadium                         | 39          | 13                    |          |
| 8.     | 1993 | Latakia        | al-Assad Stadium                         | 40          | 14                    |          |
| 9.     | 1995 | Kairo          | Cairo International Stadium              | 45          | 15                    | 500      |
| 10.    | 1997 | Ta'if          | King Fahd Stadium                        | 42          | 13                    | 290      |
| 11.    | 1999 | Istanbul       | Camille-Chamoun-Stadion                  | 41          | 15                    | 275      |
| 12.    | 2001 | Beirut         | Tishreen Stadium                         | 43          | 15                    | 355      |
| 13.    | 2003 | Amman          | Amman International Stadium              | 45          | 16                    |          |
| 14.    | 2005 | Radès          | Stade Hammadi Agrebi                     | 45          | 14                    | 235      |
| 15.    | 2007 | Amman          | Amman International Stadium              | 46          | 17                    | 427      |
| 16.    | 2009 | Damaskus       | Tishreen Stadium                         | 46          | 17                    | 334      |
| 17.    | 2011 | al-Ain         | Scheich-Khalifa-International-Stadion    | 46          | 17                    | 500      |
| 18.    | 2013 | Doha           | Qatar SC Stadium                         | 46          | 18                    | 368      |
| 19.    | 2015 | Manama         | Khalifa Sports City Stadium              | 44          | 21                    | 700      |
| 20.    | 2017 | Radès          | Stade Hammadi Agrebi                     | 44          | 16                    | 400      |
| 21.    | 2019 | Kairo          | Stadion der American University in Cairo | 44          |                       |          |
| 22.    | 2021 | Radès          | Stade Hammadi Agrebi                     | 46          | 14                    |          |
| 23.    | 2023 | Marrakesch     | Stade de Marrakech                       | 46          | 16                    |          |
| 24.    | 2025 | Oran           | Miloud-Hadefi-Stadion                    | 46          |                       |          |

Syrien war insgesamt fünfmal Gastgeberland, Tunesien viermal sowie Ägypten und Jordanien dreimal.
| Land                         | Gastgeber |
| ---------------------------- | --------- |
| Syrien                       | 5         |
| Tunesien                     | 4         |
| Ägypten                      | 3         |
| Jordanien                    | 3         |
| Algerien                     | 2         |
| Bahrain                      | 1         |
| Irak                         | 1         |
| Katar                        | 1         |
| Libanon                      | 1         |
| Marokko                      | 1         |
| Saudi-Arabien                | 1         |
| Vereinigte Arabische Emirate | 1         |

## Meisterschaftsrekorde

### Männer
| Disziplin         | Rekord             | Athlet                                                                                                  | Datum              | Ort        |
| ----------------- | ------------------ | --- | ------------------ | ---------- |
| 100 m             | 10,19 s (0,0 m/s)  | Femi Ogunode                                                                                            | 21. Juni 2023      | Marrakesch |
| 200 m             | 20,32 s (+1,8 m/s) | Abdulaziz Abdui Atafi                                                                                   | 4. Mai 2025        | Oran       |
| 400 m             | 44,68 s            | Abdalelah Haroun                                                                                        | 25. April 2015     | Manama     |
| 800 m             | 1:45,9 min         | Abubaker Kaki                                                                                           | 19. Mai 2007       | Amman      |
| 800 m             | 1:45,90 min        | Musaeb Abdulrahman Balla                                                                                | 24. Mai 2013       | Doha       |
| 1500 m            | 3:33,81 min        | Sadik Mikhou                                                                                            | 17. Juni 2021      | Radès      |
| 5000 m            | 13:17,97 min       | Ayanleh Souleiman                                                                                       | 27. April 2015     | Manama     |
| 10.000 m          | 28:16,01 min       | Ali Hasan Mahboob                                                                                       | 6. Oktober 2009    | Damaskus   |
| Halbmarathon      | 1:02:21 h          | Moustafa Ahmed Shebto                                                                                   | 21. Mai 2007       | Amman      |
| 110 m Hürden      | 13,48 s (−0,2 m/s) | Yousuf Badawy Sayed                                                                                     | 1. Mai 2025        | Oran       |
| 400 m Hürden      | 48,77 s            | Abderrahman Samba                                                                                       | 4. Mai 2025        | Oran       |
| 3000 m Hindernis  | 8:14,38 min        | Khamis Abdullah Saifeldin                                                                               | 4. Oktober 2001    | Damaskus   |
| 4 × 100 m Staffel | 39,06 s            | Saudi-Arabien Kalifa al-Saker Hamed Hamadan al-Bishi Yahya al-Gahes Salem al-Yami                       | 8. September 2003  | Amman      |
| 4 × 400 m Staffel | 3:04,29 min        | Saudi-Arabien Saleh Ahmed al-Seaidan Hashem al-Shourafa Mohammed Hamed al-Bishi Hadi Soua’an al-Somaily | 1995               | Kairo      |
| 20-km-Gehen       | 1:23:15 h          | Mohamed Ragab Saleh                                                                                     | 5. April 2019      | Kairo      |
| Hochsprung        | 2,30 m             | Mutaz Essa Barshim                                                                                      | 21. Mai 2013       | Doha       |
| Stabhochsprung    | 5,62 m             | Seif Heneida                                                                                            | 1. Mai 2025        | Oran       |
| Weitsprung        | 8,15 m (0,0 m/s)   | Hatem Mersal                                                                                            | 24. Oktober 1999   | Beirut     |
| Dreisprung        | 17,00 m (+1,8 m/s) | Salem al-Ahmadi                                                                                         | 10. September 1997 | Ta'if      |
| Kugelstoßen       | 21,15 m            | Abdelrahman Mahmoud                                                                                     | 16. Juni 2021      | Radès      |
| Diskuswurf        | 64,54 m            | Oussama Khennoussi                                                                                      | 1. Mai 2025        | Oran       |
| Hammerwurf        | 79,27 m            | Ali Mohamed al-Zankawi                                                                                  | 27. Oktober 2011   | al-Ain     |
| Speerwurf         | 80,72 m            | Ihab Abdelrahman                                                                                        | 26. April 2015     | Manama     |
| Zehnkampf         | 7642 Punkte        | Mohammed Jasem al-Qaree                                                                                 | 9. Oktober 2009    | Damaskus   |

### Frauen
| Disziplin         | Rekord             | Athletin              | Datum              | Ort        |
| ----------------- | ------------------ | --------------------- | ------------------ | ---------- |
| 100 m             | 11,27 s (+1,7 m/s) | Ruqaya al-Ghasra      | 19. Mai 2007       | Amman      |
| 200 m             | 22,91 s (+2,0 m/s) | Bassant Hemida        | 4. Mai 2025        | Oran       |
| 400 m             | 52,72 s            | Salwa Eid Naser       | 5. April 2019      | Kairo      |
| 800 m             | 2:03,13 min        | Genzeb Shumi          | 27. Oktober 2011   | al-Ain     |
| 1500 m            | 4:10,31 min        | Maryam Yusuf Jamal    | 18. September 2005 | Radès      |
| 5000 m            | 15:48,59 min       | Betlhem Desalegn      | 21. Mai 2013       | Doha       |
| 10.000 m          | 32:16,97 min       | Alia Saeed Mohammed   | 26. April 2015     | Manama     |
| Halbmarathon      | 1:11:02 h          | Eunice Jepkirui Kirwa | 26. April 2015     | Manama     |
| 100 m Hürden      | 13,44 s            | Nezha Bidouane        | 27. August 1995    | Kairo      |
| 400 m Hürden      | 54,98 s            | Noura Ennadi          | 24. Juni 2023      | Marrakesch |
| 3000 m Hindernis  | 9:39,61 min        | Ruth Jebet            | 26. April 2015     | Manama     |
| 4 × 100 m Staffel | 46,04 s            | Marokko               | Juni 2023          | Marrakesch |
| 4 × 400 m Staffel | 3:36,77 min        | Bahrain               | 27. April 2015     | Manama     |
| 10-km-Gehen       | 45:39,55 min       | Imen Saii             | 30. April 2025     | Oran       |
| Hochsprung        | 1,84 m             | Rhizlane Siba         | 17. Juni 2021      | Radès      |
| Stabhochsprung    | 4,15 m             | Dorra Mahfoudhi       | 17. Juli 2017      | Radès      |
| Weitsprung        | 6,64 m (+1,2 m/s)  | Ghada Shouaa          | 27. August 1995    | Kairo      |
| Dreisprung        | 14,35 m (−1,0 m/s) | Yamilé Aldama         | 21. Mai 2007       | Amman      |
| Kugelstoßen       | 15,90 m            | Souad Malloussi       | 7. August 1987     | Algier     |
| Diskuswurf        | 54,61 m            | Monia Kari            | 8. Juli 2005       | Radès      |
| Hammerwurf        | 65,90 m            | Rawan Barakat         | 7. April 2019      | Kairo      |
| Speerwurf         | 56,09 m            | Hana’a Omar           | 6. Oktober 2009    | Damaskus   |
| Siebenkampf       | 5595 Punkte        | Nada Chroudi          | 21. Juni 2023      | Marrakesch |

## Ewiger Medaillenspiegel
Insgesamt wurden bei Arabischen Leichtathletik-Meisterschaften 1008 Gold-, 1033 Silber- und 981 Bronzemedaillen von Athleten aus allen 20 Ländern der Arabischen Leichtathletik Föderation gewonnen. Die nachfolgende Tabelle enthält alle Nationen in lexikographischer Ordnung (Stand: nach den Arabischen Leichtathletik-Meisterschaften 2025).
| Platz | Land                         | Gold | Silber | Bronze | Total |
| ----- | ---------------------------- | ---- | ------ | ------ | ----- |
| 01    | Marokko                      | 147  | 141    | 109    | 397   |
| 02    | Algerien                     | 146  | 124    | 117    | 387   |
| 03    | Ägypten                      | 133  | 147    | 116    | 396   |
| 04    | Tunesien                     | 115  | 112    | 99     | 326   |
| 05    | Katar                        | 111  | 78     | 73     | 262   |
| 06    | Bahrain                      | 74   | 71     | 47     | 192   |
| 07    | Saudi-Arabien                | 63   | 73     | 70     | 206   |
| 08    | Irak                         | 47   | 57     | 45     | 149   |
| 09    | Kuwait                       | 46   | 33     | 54     | 133   |
| 10    | Syrien                       | 38   | 72     | 86     | 196   |
| 11    | Sudan                        | 32   | 33     | 28     | 93    |
| 12    | Libanon                      | 17   | 23     | 35     | 75    |
| 13    | Oman                         | 10   | 22     | 27     | 59    |
| 14    | Vereinigte Arabische Emirate | 8    | 17     | 8      | 33    |
| 15    | Jordanien                    | 7    | 16     | 43     | 66    |
| 16    | Dschibuti                    | 7    | 6      | 11     | 24    |
| 17    | Libyen                       | 6    | 7      | 9      | 22    |
| 18    | Somalia                      | 1    | 0      | 1      | 2     |
| 19    | Palästina                    | 0    | 1      | 2      | 3     |
| 20    | Jemen                        | 0    | 0      | 1      | 1     |